# Kryophilie
Kryophile (von altgriechisch κρύος krýos „Frost“ sowie φίλος phílos „liebend“) sind frostliebende Lebewesen, die als Extremophile an besonders kalte Umgebungen unter −10 °C angepasst sind. Somit stellen sie eine Steigerung der Kälteliebenden (Psychrophile) dar. Sie sind hauptsächlich in Gletscherregionen wie Grönland, Antarktis und Hochgebirgen zu finden. Neben Mikroorganismen wie der Colwellia, die an Temperaturen von unter −20 °C angepasst ist und bis −200 °C noch Stoffwechselreaktionen zeigt, zählen auch bestimmte Mücken dazu (zumindest zu den Psychrophilen).
Die Bezeichnungen Kryophile und Psychrophile werden oft synonym verwendet, also als Kälteliebende bei Temperaturen unter +20 °C ohne weitere Unterteilung.